# Скворец и Лира
«Скворе́ц и Ли́ра» — советский художественный фильм, снятый режиссёром Григорием Александровым на киностудии «Мосфильм» при участии студий «Баррандов» (ЧССР) и ДЕФА (ГДР) в 1973 году.
Последний фильм, в котором снялась актриса Любовь Орлова.

## Сюжет
Первая серия: Операция «Страсбург». Супружеская пара советских нелегалов-разведчиков входит в ближайшее окружение генерала фон Лебена в оккупированном фашистами Страсбурге. Генерал является одним из участников заговора против Гитлера. Установив это, сотрудники службы безопасности в память о старых боевых заслугах генерала предлагают ему покончить жизнь самоубийством.
Грековы, пользуясь попавшим им в руки условным предметом-паролем, выходят на связь с группой крупных немецких промышленников, заинтересованных в быстрейшем окончании военных действий и взаимовыгодном сотрудничестве с американцами.
Вторая серия: Операция «Совет богов». После окончания войны Курт Эгерт, он же Скворец, некоторое время находится в лагере для военнопленных, но с помощью заинтересованных в нём американцев выходит на свободу и становится преуспевающим коммерсантом.
Из Москвы с новой легендой прибывает сделавшая пластическую операцию Лира. Она выдаёт себя за племянницу баронессы Амалии фон Шровенхаузен. После помолвки и свадьбы с Эгертом у них возникает возможность получить приглашение в тайную международную организацию «Совет богов», объединившую мечтающих о реванше представителей деловых, политических и военных кругов.

## В ролях
- Любовь Орлова — Людмила Грекова («Лира»)
- Пётр Вельяминов — Фёдор Греков («Скворец»)
- Николай Гринько — Михаил Михайлович («дядя Ваня»)
- Борис Кордунов — полковник Голубев
- Борис Иванов — барон фон Лямпе
- Борис Зайденберг — генерал Крингли
- Юрий Леонидов — Артур Опендорф
- Виктор Бурхарт — фон Гольбах
- Варвара Сошальская — баронесса Амалия фон Шровенхаузен
- Юрий Волков — Юрген
- Рина Зелёная — Урсула, родственница баронессы
- Галикс Колчицкий — генерал фон Лебен
- Римма Маркова — фрау фон Лебен, жена генерала
- Юрий Стромов — полковник Чендлер
- Светлана Светличная — Генриетта
- Павел Махотин — генерал
- Янис Грантиньш — святой отец
- Виктор Шульгин — Зигфрид, дворецкий баронессы
- Зоя Василькова — дама на приёме у баронессы
- Георгий Тусузов — американец на приёме у баронессы
- Галина Степанова — дама на приеме у баронессы
- Вячеслав Гостинский — врач из полиции безопасности
- Алла Будницкая — Эльза, девица в отеле
- Константин Тыртов — член военного совета
- Григорий Шпигель — доктор
- Яков Ленц — фон Флиттендорф, промышленник
- Эмилия Мильтон — гадалка Алихуб
- Евгений Гуров — Вильгельм, нелегал
- Наталья Гицерот — Луиза
- Леонид Оболенский — промышленник
- Зоя Степанова — горничная

## Съёмочная группа
- Авторы сценария — Григорий Александров, Александр Лапшин, Николай Пекельник
- Режиссёр-постановщик — Григорий Александров
- Оператор-постановщик — Николай Олоновский
- Композитор — Оскар Фельцман
- Текст песен — Роберт Рождественский
- Директор картины — Владимир Цейтлин

## История создания
Первый вариант сценария фильма «Скворец и Лира» был написан в 1968 году, но из-за ввода войск Варшавского договора в Чехословакию отложен. После этого работа над ним периодически возобновлялась и замораживалась по разным причинам. Съёмки начались в сентябре 1972 года и длились почти полтора года — финальное озвучивание завершилось в конце 1973 года. Научным консультантом фильма выступил Семён Цвигун, 1-й заместитель председателя КГБ СССР, курировавший 3-е (военная контрразведка) и 5-е (борьба с идеологической диверсией) Главные управления КГБ.
К тому времени режиссёр Григорий Александров уже не работал на съёмочной площадке более 10 лет, а его последний фильм «Русский сувенир» (1960) провалился в прокате. По мнению кинокритиков, Александров так и не смог избавиться от штампов, придуманных им в далекие 1930 годы. Ещё одна проблема состояла в том, во всех своих фильмах он всегда снимал только свою жену — актрису Любовь Орлову. На момент начала съёмок «Скворца и Лиры» Орловой было уже 70 лет, тогда как по сценарию это была роль для 30-летней.
Чтобы скрыть возраст Орловой, на съёмках пришлось задействовать целый набор технических ухищрений: актрису снимали с определённых ракурсов, умело подбирали свет, а если требовалось крупно снять её лицо, то на кинообъектив надевался специальный светофильтр. Обстановка на съёмках, как писал Глеб Скороходов, была очень нервной:

Любовь Петровна, которая доселе слыла актрисой с очень миролюбивым характером, впервые на съёмочной площадке капризничала, изводила гримёров и костюмеров, ссорилась даже с Александровым.
Из-за капризов жены режиссёру неоднократно приходилось на ходу переписывать сценарий. Например, Орлова захотела предстать на экране в траурном платье, шляпке и вуали, и в итоге Александров сделал её «вдовой» — в фильме появился эпизод, в котором главный герой умирает от сердечного приступа.
Фотография Орловой в образе Людмилы Грековой появилась на обложке первого номера журнала «Искусство кино» за 1973 год. В январе 1974 года Григорий Александров и Любовь Орлова анонсировали премьеру фильма в телепередаче «Кинопанорама». Однако фильм на экран не вышел. Киноведы Марк Кушниров и Александр Шпагин в статье «Двадцать лет спустя», опубликованной в журнале «Искусство кино» в 1993 году, приводят несколько версий запрета фильма:

Говорили, что фильм оказался столь дурного качества, что даже видавшее виды начальство развело руками. И, естественно, закрыло картину, дабы не компрометировать важную, государственного значения тему, а заодно и Александрова с Орловой, репутацией которых оно весьма дорожило. Говорилось, помнится, и про то, что фильм не соответствовал изменившимся политическим реалиям. (…) Была ещё экстравагантная сплетня, что Александров ненароком, по простоте душевной, выдал какие-то сверхважные тайны советской разведки. (…) «А дело было так, — гласит версия одного из самых значительных лиц, — сверху фильм никто не запрещал. Студия вообще не представила его нам (в Госкино). Мы его не обсуждали. А закрыла картину сама Люба (Орлова). Она увидела себя на экране и очень себе не понравилась». (…) Другая версия принадлежит не менее высокопоставленному лицу, и она действительно другая: «Фильм запретили органы».
Вторая версия неназванного «высокопоставленного лица», по мнению Марка Кушнирова и Александра Шпагина, звучала вполне правдоподобно. В фильме «Скворец и Лира» советская разведчица внедрялась в немецкую семью под видом родственницы. Он как бы предупреждал людей на Западе, что все, кто приезжает под видом родных, на самом деле агенты КГБ. В своей статье киноведы приводят и версию редактора фильма, согласно которой на сдачу «Скворца и Лиры» на студию приехал Цвигун и сказал, что в комитете возникли возражения «по причине несоответствия политическому моменту».